# Pintér László (politikus)
Pintér László (Kerkakutas, 1950. november 12. –) magyar tanító, politikus, 1987 és 1990 között Csesztreg tanácselnöke, 1990-től 2006-ig Kerkakutas polgármestere, 2010 és 2014 között országgyűlési képviselő (Fidesz).

## Élete
Pintér László 1950-ben született a Zala megyei Kerkakutason. Általános iskolai tanulmányait szülőfalujában és Csesztregen végezte, majd a zalaegerszegi Zrínyi Miklós Gimnáziumban érettségizett. 1970-ben a Zala Megyei Nyomda korrektora lett, 1971 és 1973 között pedig Lentiben teljesített sorkatonai szolgálatot. Ekkoriban a Honvéd Bottyán SE labdarúgója is volt. 1973-tól 1980-ig a Lenti Fém Fa KTSZ-ben dolgozott, majd 1984-ig a Csesztregi Művelődési Ház igazgatója volt. 1983-ban a Kaposvári Tanárképző Főiskolán szerzett tanító-népművelő diplomát, és 1984-ben a pankaszi általános iskolában kezdett tanítani.
Politikai pályáját 1987-ben kezdte, ekkor pártonkívüliként Csesztreg tanácselnökévé választották, tisztségét 1990-ig töltötte be. 1990-ben Kerkakutas polgármesterévé választották, ezután az 1994-es, az 1998-as és a 2002-es önkormányzati választáson is újraválasztották. Ezalatt Lentiben dolgozott az Arany János Általános Iskola tanítójaként, emellett a csesztregi futballcsapatnál edzősködött és Kerkakutason gazdálkodott.
Az 1998-as országgyűlési választáson a Független Kisgazdapárt jelöltjeként indult Zala megye 4. számú, Lenti központú választókerületében, de a második fordulóban visszalépett a Fidesz jelöltjének javára. A kisgazdapárt széthullása után a Kisgazda Polgári Egyesület tagja lett, majd 2003-ban belépett a Fideszbe. 2002-ben a Zala Megyei Közgyűlés képviselője lett, majd 2006-ban a közgyűlés alelnökévé választották.
A 2010-es országgyűlési választáson a Fidesz jelöltjeként szerzett mandátumot Zala megye 4. számú, Lenti központú választókerületében. Az Országgyűlésben a külügyi bizottság tagja volt. A 2014-es országgyűlési választáson már nem indult, nyugdíjba vonult.
Nős, felesége tanító-könyvtár szakos pedagógus. Két gyermekük született.